# مؤسسه سرم هند
مؤسسه سرم هند یک شرکت هندی زیست‌فناوری و داروی شیمیایی است. این شرکت بزرگ‌ترین تولیدکننده واکسن است. این شرکت در شهر پونا، در هند واقع شده، و توسط سیروس پوناوالا در سال ۱۹۶۶ تأسیس شده. این شرکت یک زیرمجموعه از شرکت هلدینگ سرمایه‌گذاری و صنایع پوناوالا است.